# Municipio de Gilmore (Dakota del Norte)
El municipio de Gilmore (en inglés: Gilmore Township) es un municipio ubicado en el condado de McHenry en el estado estadounidense de Dakota del Norte. En el año 2010 tenía una población de 13 habitantes y una densidad poblacional de 0,14 personas por km².

## Geografía
El municipio de Gilmore se encuentra ubicado en las coordenadas 48°24′41″N 100°43′21″O / 48.41139, -100.72250. Según la Oficina del Censo de los Estados Unidos, el municipio tiene una superficie total de 93.65 km², de la cual 91,91 km² corresponden a tierra firme y (1,85 %) 1,74 km² es agua.

## Demografía
Según el censo de 2010, había 13 personas residiendo en el municipio de Gilmore. La densidad de población era de 0,14 hab./km². De los 13 habitantes, el municipio de Gilmore estaba compuesto por el 100 % blancos. Del total de la población el 0 % eran hispanos o latinos de cualquier raza.